# Браян Рой
Браян Рой (нід. Bryan Roy, нар. 12 лютого 1970, Амстердам) — нідерландський футболіст, що грав на позиції флангового нападника за клуби «Аякс», «Ноттінгем Форест» та «Герта», а також національну збірну Нідерландів. По завершенні ігрової кар'єри — тренер.
Чемпіон Нідерландів. Володар Кубка УЄФА. 

## Клубна кар'єра
У дорослому футболі дебютував 1987 року виступами за команду клубу «Аякс», в якій провів п'ять сезонів, взявши участь у 126 матчах чемпіонату. Відразу зарекомендував себе як один з найталановитіших молодих гравців нідерландської першості, свідченням чого стало присудження йому титулу Футбольного таланту 1987  року в Нідерландах. Більшість часу, проведеного у складі «Аякса», був основним гравцем атакувальної ланки команди. 1990 року виборов з «Аяксом» титул чемпіона Нідерландів, а за два роки став володарем Кубка УЄФА.
Успішні виступи на клубному рівні та яскрава гра за збірну під час Євро-1992 привернули до молодого нідерландця увагу іноземних команд, яка вилилася у його перехід до італійської «Фоджі» влітку 1992 року. Його місце на лівому фланзі нападу «Аякса» зайняв юний Марк Овермарс. В Італії Рой швидко став ключовою фігурою в атакувальних побудовах «Фоджі», а у своєму другому сезоні в ній (1993/94) з дванадцятьма голами став найкращим бомбардиром команди.
Влітку того ж 1994 року Рой успішно виступив на чемпіонаті світу, після якого перейшов до англійського «Ноттінгем Форест», який сплатив за його трансфер на той час рекордні для клубу 2,9 мільйонів фунтів. Ноттінгемська команда лишень повернулася до найвищого англійського дивізіону, однак у першому ж сезоні після підвищення у класі здобула «бронзу» у Прем'єр-лізі 1994/95. Цей успіх був значною мірою пов'язаний з ефективною грою Роя, який в іграх чемпіонату 13 разів відзначався забитими м'ячами та сформував успішний атакувальний дует зі Стеном Коллімором, який заніс до свого активу того року 22 голи. Утім влітку 1995 року Коллімор залишив команду, що негативно вплинуло на її результати, а ще за рік, в сезоні 1996/97 ноттінгемці взагалі фінішували на останньому місці турнірної таблиці Прем'єр-ліги.
Рой, який протягом провального для англійської команди сезону також не виблискував, не в останню чергу через низку травм, після її пониженні у класі змінив клубну прописку, перейшовши за 1,5 мільйони фунтів до німецької «Герти». У Німеччині починав як гравець основного складу, проте швидко втратив місце в основі і за три з половиною сезони провів у складі берлінської команди лише 50 матчів у чемпіонаті.
Тож наприкінці 2000 року повернувся на батьківщину, де півроку відіграв за «НАК Бреда», після чого у 31 рік оголосив про завершення ігрової кар'єри.

## Виступи за збірну
1989 року дебютував в офіційних матчах за національну збірну Нідерландів. Наступного року поїхав у її складі на чемпіонат світу до Італії, де, утім, залишався лише запасним гравцем, а його команда вибула з боротьби на стадії 1/8 фіналу.
А вже за два роки, на чемпіонаті Європи 1992 у Швеції, був основним гравцем збірної, взявши участь в усіх чотирьох матчах команди на турнірі, включаючи програний у серії пенальті півфінал проти майбутніх переможців змагання данців.
На чемпіонаті світу 1994 року у США також був серед основних нападників команди і виходив на поле у всіх п'яти іграх нідерландців. На мундіалі відзначився одним забитим голом — у ворота збірної Марокко у заключній грі групового етапу. Цей гол виявився вирішальним і встановив остаточний рахунок гри, 2:1 на користь європейської команди, що дозволило їй пройти до стадії плей-оф з першого місця у групі. Як і на попередньому Євро вибити нідерландців із боротьби змогли лише майбутні його переможці, цього разу бразильці, з якими збірну Нідерландів турнірна сітка звела на стадії чвертьфіналів.
Останній матч за збірну відіграв 1995 року, загалом протягом кар'єри у ній, що тривала 7 років, провів 32 матчі, забивши 9 голів.

## Кар'єра тренера
Відразу ж по завершенні кар'єри гравця 2001 року розпочав тренерську кар'єру, ставши тренером однієї з юнацьких команд у клубній структурі амстердамського «Аякса». Згодом працював і з молодіжною командою клубу.

## Титули і досягнення

### Командні
- Чемпіон Нідерландів (1):

«Аякс»: 1989-1990
- Володар Кубка УЄФА (1):

«Аякс»: 1991-1992

### Особисті
- Футбольний талант року в Нідерландах: 1987